# Каменский сельсовет (Гродненская область)
Каменский сельсовет (бел. Каменскі сельсавет) — административная единица на территории Щучинского района Гродненской области Белоруссии. Административный центр — агрогородок Каменка.

## История
Образован в 1940 г.

## Состав
Каменский сельсовет включает 19 населённых пунктов:
- Ванельки — деревня.
- Глубокое — деревня.
- Громовичи — деревня.
- Залесна — деревня.
- Каменка — агрогородок.
- Каменка — хутор.
- Кисели — деревня.
- Клочки — деревня.
- Лупины — деревня.
- Оздобичи — деревня.
- Пилевси — деревня.
- Протасовщина — деревня.
- Прудцы — деревня.
- Пузыновцы — деревня.
- Рымонды — деревня.
- Ромашки — деревня.
- Савейки — деревня.
- Сороки — деревня.
- Щуки — деревня.

## Достопримечательность
- Костёл Святого Антония Падуанского в агрогородке Каменка